# Stołężyn
Stołężyn – wieś pałucka w Polsce położona w województwie wielkopolskim, w powiecie wągrowieckim, w gminie Wapno.
W latach 1975–1998 miejscowość administracyjnie należała do województwa pilskiego.

## Park krajobrazowy
Na terenie wsi znajduje się park z trzema stawami, aleją lipową i aleją grabową. Powierzchnia parku wynosi ok. 3,7 ha. Na uwagę zasługuje jesion o obwodzie 350 cm oraz dwa miłorzęby o obwodach 280 i 360 cm. Park podworski należał wcześniej do miejscowego majątku ziemskiego.

## Kaplica rodziny Koernerów
W pobliżu parku, ok. 300 m na prawo od drogi do Kcyni, znajduje się zniszczona kaplica rodziny Koernerów. Zbudowana na wzór neogotycki z doskonale zachowanymi murami (na zewnątrz). Wnętrze i sklepienie są bardzo zniszczone, natomiast po dachu zostało tylko belkowanie. W małym podziemiu pod kaplicą znajduje się krypta grobowa. Obok kaplicy cztery groby. Dwa z nich mają granitowe krzyże wysokości ok. 1m. Na jednym stylizowana, zamknięta w kole swastyka. 

## Urodzeni w Stołężynie
- Zygmunt Wilkoński  – polski przedsiębiorca i prawnik. Założyciel uzdrowiska "Solanki Inowrocławskie" i twórca pierwszej na Kujawach cukrowni w Janikowie[3].

## Spichrz
Na terenie Rolniczej Spółdzielni Produkcyjnej w Stołężynie znajduje się stary spichrz, dekorowany sterczynami. Nad wejściem widnieje data 1864 r.